# Jüdisches Antifaschistisches Komitee
Das Jüdische Antifaschistische Komitee, kurz JAFK oder JAK (jiddisch: ייִדישער אנטי־פאשיסטישער קאָמיטעט Transkription Jidišer Anti-Fašistišer Komitet, russisch Еврейский антифашистский комитет, kurz EAK), war eine Gruppe von öffentlich bekannten jüdischen Intellektuellen in der Sowjetunion, die im Zweiten Weltkrieg auf Veranlassung der sowjetischen Regierung geschaffen wurde, um weltweit Unterstützung aus jüdischen Kreisen für den sowjetischen Verteidigungskrieg gegen das Deutsche Reich zu gewinnen. Zu Beginn des Jahres 1942 wurde das Komitee dem Sowjetischen Informationsbüro zugeteilt und war damit Teil der sowjetischen Propaganda. Am 20. November 1948 wurde es aufgelöst. 1952 folgte noch ein politischer Schauprozess gegen hochrangige ehemalige Mitglieder.

## Geschichte
Am 24. August 1941 fand in Moskau eine Zusammenkunft von „Vertretern des jüdischen Volkes“ statt, auf der unter anderem der Schauspieler und Theaterdirektor Solomon Michoels und die Schriftsteller Ilja Ehrenburg und David Bergelson ihre Reden hielten. Diese Zusammenkunft fand auf internationaler Ebene ein großes Echo. In den USA wurde daraufhin, unter dem Vorsitz von Albert Einstein, der Jewish Council for Russian War Relief errichtet. In Palästina sendete die Radiostation am 28. September 1941 eine hebräische Antwort auf den Aufruf aus Moskau und es wurde ein öffentlicher Ausschuss zur Unterstützung der Sowjetunion im Kampf gegen den Faschismus gegründet, der später als „Fünfte Liga“ bekannt wurde.
Am 7. April 1942 veröffentlichte das Komitee seinen ersten Appell an Juden in der ganzen Welt, der von 47 Personen des öffentlichen Lebens unterzeichnet wurde. Solomon Michoels wurde zum Vorsitzenden des JAFK ernannt und Sekretär war der Journalist Schachne Epstein. Am 24. Mai 1942 erfolgte in der zweiten Zusammenkunft der „Vertreter des jüdischen Volkes“ ein weltweiter Spendenaufruf zur Sammlung von Geld zum Kauf von 1000 Panzern und 500 Flugzeugen für die Rote Armee. Die jiddisch-sprachige JAFK-Zeitung wurde Ejnikejt (dt.: ‚Einigkeit‘) benannt. Ihre erste Ausgabe erschien am 6. Juli 1942 in Kujbyschew, worauf sie in dreimonatlichen Abständen veröffentlicht wurde. Im Februar 1943, an der Vollversammlung des Komitees, hielt Michoels eine schockierende Ansprache über die Lage der Juden in Gebieten, die von der Roten Armee befreit worden waren.
1943 begaben sich Michoels und Itzik Feffer – die ersten offiziellen Repräsentanten der sowjetischen Juden, denen eine Reise in den Westen erlaubt wurde – auf eine siebenmonatige Reise durch die USA, Mexiko, Kanada und Großbritannien, um für Verstärkung zu werben. In den USA wurden sie von einem Nationalen Empfangskomitee willkommen geheißen, dessen Vorsitzende Albert Einstein und B.Z. Goldberg, Schwiegersohn von Sholom Aleichem, waren, und dem American Jewish Joint Distribution Committee. Die größte pro-sowjetische Versammlung, die es in den Vereinigten Staaten von Amerika jemals gegeben hat, fand statt am 8. Juli in den Polo Grounds, als 50.000 Menschen Michoels, Feffer, Fiorello LaGuardia, Sholem Asch und Rabbiner Stephen Wise, dem Vorsitzenden des American Jewish Congress, zuhörten. Neben anderen trafen sie Chaim Weizmann, Charlie Chaplin, Marc Chagall, Paul Robeson und Lion Feuchtwanger.
Zusätzlich zu den Kriegsanleihen für den russischen Krieg (16 Millionen Dollar in den USA, 15 Millionen in England, 1 Million in Mexiko, 750.000 in Palästina) wurde auch andere Hilfe beigesteuert: Maschinen, medizinische Ausrüstung, Medikamente, Krankenwagen, Kleidung. Am 16. Juli 1943 berichtete die Prawda: „Michoels und Feffer haben eine Nachricht aus Chicago erhalten, wonach eine Sonder-Hilfskonferenz eine Kampagne zur Finanzierung von eintausend Krankenwagen zum Nutzen der Roten Armee ins Leben gerufen hat.“ Der Besuch bewirkte auch ein Wachrütteln der amerikanischen Öffentlichkeit in Bezug auf die Notwendigkeit, sich in den europäischen Krieg einzuschalten.

## Verfolgung
Einige Mitglieder des Komitees waren verbale Unterstützer des Staates Israel, der 1948 gegründet wurde und den Stalin nur kurzfristig unterstützte. Die internationalen Kontakte der jüdischen Diaspora, insbesondere in die USA, ließen sie immer wieder, gerade zu Beginn des Kalten Krieges, zu Opfern von Anschuldigungen werden, die vom Vorwurf der Illoyalität bis zum Verdacht von Spionagetätigkeiten reichten.
Die Kontakte mit jüdischen Organisationen in Amerika verfolgten auch den Plan, zeitgleich in den USA und in der Sowjetunion ein Schwarzbuch zu veröffentlichen, in dem der Holocaust und die Teilnahme von Juden am Widerstandskampf dokumentiert werden sollte. 1946 wurde dann ein Schwarzbuch in New York veröffentlicht, das jedoch nur auf einem kleinen Teil der gesammelten Dokumente basierte und nicht vom JAK verantwortet wurde. Der Plan einer gemeinsamen Ausgabe konnte nicht realisiert werden. Das Projekt scheiterte letztlich am Verbot durch Stalin, der argumentierte, das Buch enthalte schwere politische Fehler – Juden seien nicht die einzigen Opfer der deutschen Besatzung gewesen. Zwar wurde unter der redaktionellen Leitung zuerst von Ilja Ehrenburg und Wassili Grossman, dann von letzterem allein ein Manuskript erstellt und sogar gesetzt, doch 1948 wurde der bereits fertige Satz zerstört, als die politische Situation der Sowjetjuden sich dramatisch verschlechterte. Dieses Schwarzbuch ist 1980 in russischer Sprache in Israel erschienen, in der Sowjetunion hingegen niemals. Erst nach deren Ende konnte eine vollständige Ausgabe veröffentlicht werden.
Im Januar 1948 wurde Michoels bei einem mysteriösen Autounfall in Minsk getötet. Im November 1948 starteten die sowjetischen Behörden eine Kampagne zur Liquidierung dessen, was von der jüdischen Kultur noch existierte. Die Mitglieder des Jüdischen Antifaschistischen Komitees wurden inhaftiert. Sie wurden der Illoyalität, Bourgeoisie, des Kosmopolitentums und der Planung der Gründung einer jüdischen Republik auf dem Gebiet der Krim im Dienste der US-Interessen angeklagt.
Im Januar 1949 starteten die sowjetischen Massenmedien eine Großkampagne gegen „heimatlose Kosmopoliten“, die unmissverständlich auf Juden abzielte. Markisch stellte zu diesem Zeitpunkt fest: „Hitler wollte uns physisch zerstören, Stalin will es geistig tun.“ Im August 1952 wurden mindestens dreizehn prominente jüdische Schriftsteller in der so genannten Nacht der ermordeten Dichter exekutiert.
Auch die Ärzteverschwörung 1953, während der hauptsächlich jüdischen Ärzten unterstellt wurde, ein Komplott zur Vergiftung der sowjetischen politischen und militärischen Führung geschmiedet zu haben, trug deutlich antisemitische Züge.

## Liste prominenter JAFK-Mitglieder
Im Laufe der Zeit nahm die Größe des JAFK zu. Nach Angaben von Solschenizyn (Zweihundert Jahre zusammen) wuchs das JAFK auf ungefähr 70 Mitglieder an.
- Viktor Alter, Führer des BUND, Sprecher des JAFK Herbst bis 4. Dezember 1941. Am 17. Februar 1942 in Kuibyschew erschossen.
- David Bergelson, Schriftsteller. Am 12. August 1952 erschossen.
- Solomon Bregman, stellvertretender Minister für Staatskontrolle. Am 23. August 1953 im Gefängnis gestorben.
- Ilja Ehrenburg, Schriftsteller. Am 31. August 1967 in Moskau gestorben.
- Schachno Epstein, Sekretär und Herausgeber der Zeitung Ejnikejt. Im Juli 1945 in Moskau gestorben.
- Henryk Erlich, Führer des BUND, Sprecher des JAFK Herbst bis 4. Dezember 1941. Am 14. Mai 1942 Selbstmord im Gefängnis.
- Itzik Feffer, auch Icik F., Dichter (ehemaliges Mitglied des Bund). Am 12. August 1952 erschossen.
- Wassili Semjonowitsch Grossman, Schriftsteller. Im September 1964 gestorben.
- David Hofstein, Dichter. Am 12. August 1952 erschossen.
- Joseph Jussufowitsch (Jusefowitsch), Historiker. Am 12. August 1952 erschossen.
- Aaron Katz, General der Stalin-Militär-Akademie. 1971 gestorben.
- Perez Markisch, Dichter. Am 12. August 1952 erschossen.
- Leib Kwitko, Dichter. Am 12. August 1952 erschossen.
- Nachum Lewin, Journalist. Am 23. November 1950 hingerichtet.
- Solomon Losowski, Sekretär des JAFK, ehemaliger sowjetischer Vizeminister für Außenpolitik und der Leiter des Sowjetischen Informationsbüros. Am 12. August 1952 erschossen.
- Solomon Michoels, auch Slojme M., Vorsitzender des JAFK, Schauspieler-Direktor des Jüdischen Staatstheaters Moskau. Am 12. Januar 1948 durch einen fingierten Autounfall ermordet.
- Schmuel Persow, Schriftsteller. Am 23. November 1950 erschossen.
- Boris Schimeliowitsch, Chefarzt. Am 12. August 1952 erschossen.
- Lina Stern, Physiologin, die einzige Frau, die ein vollwertiges Mitglied der „Sowjetischen Akademie der Wissenschaften“ war; einzige Überlebende der Verhöre oder Prozesse, die zu den Hinrichtungen vom 23. November 1950 bis 12. August 1952 führten. Am 8. März 1968 in Moskau gestorben.
- Leon Talmi, Journalist und Übersetzer. Am 12. August 1952 erschossen.
- Emilia Teumin, Verlegerin. Am 12. August 1952 erschossen.
- Ilja Watenberg, Verleger. Am 12. August 1952 erschossen.
- Tschajka Watenberg-Ostrowskaja, Übersetzerin. Am 12. August 1952 erschossen.
- Benjamin Suskin (Zuskin), auch Weniamin S., Schauspieler. Am 12. August 1952 erschossen.